# 阿格利亞 (安蒂奧基亞省)

阿格利亞（西班牙語：Argelia），是哥倫比亞的城鎮，位於該國西北部安蒂奧基亞省，面積254平方公里，距離麥德林146公里，海拔高度1,700米，2005年人口8,911，人口密度每平方公里48人。
5°44′33″N 75°8′47″W / 5.74250°N 75.14639°W